# Pallacanestro Pozzuoli
La Società Sportiva Pallacanestro Pozzuoli è una società di pallacanestro femminile di Pozzuoli (NA). La sede è in via Solfatara 60, a Pozzuoli. Precedentemente era conosciuta come S.S. Pallacanestro Napoli-Pozzuoli.

## Storia
La società è stata fondata da Carlo Palumbo all'inizio degli anni novanta e si è iscritta per la prima volta in A2 nel 1998-1999.
Dal 2001 disputa ad alto livello la Serie A2. Nel 2005-06 arriva terza ma esce subito dagli spareggi contro il Caffè Mokambo Chieti.
Nel 2006-07 si classifica al secondo posto nel girone B di Serie A2 e vince i play-off contro la Libertas Bologna per la promozione in Serie A1.
Nel suo primo anno di Serie A1 (2007-08), sponsorizzata dall'Italmoka, disputa un discreto campionato e si classifica al decimo posto: conquista così la salvezza al primo turno di play-out contro la Fiera di Roma Pomezia, vincendo la prima partita in casa e sbancando il PalaLavinium nella seconda partita.
Nella stagione 2007-08, sponsorizzata dalla GMA SRL, si è conquistata nuovamente il diritto a giocare l'anno successivo in Serie A1 grazie alla vittoria al primo turno di play-out contro Livorno per 2 a 1.
Nella stagione 2008-09 si posiziona undicesima in classifica. Affronta nei play-out salvezza Livorno che batte per 2-1.
Nel campionato 2009-10 si classifica decima. Vince i play-out contro Livorno in due partite.
Nella stagione 2010-11 si classifica undicesima al termine della regular season, vincendo poi lo spareggio salvezza contro le cugine  di Napoli per 2-1.
Nella stagione 2011-12 si classifica nona. Disputa i play-out salvezza contro il basket Alcamo vincendoli in sole due partite. Nel 2012-13 salva la Serie A1, ma poi rinuncia alla categoria per la crisi economica.

## Cronistoria
| Cronistoria della Pallacanestro Pozzuoli. |
| --- |
| - 1996-1997 · 2ª nella Poule Promozione di Serie A2, vince lo spareggio, promossa in Serie A2 d'Eccellenza. - 1997-98 · 9ª in Serie A2 d'Eccellenza - 1998-99 · IPER Napoli, 6ª nel Girone C di Serie A2 - 1999-00 · Gaudianello, 5ª nel Girone B di Serie A2 - 2000-01 · Romeo, 2ª nel Girone B di Serie A2, 4ª nella Poule Promozione 1 - 2001-02 · 5ª nel Girone B di Serie A2, 6ª nella Poule Promozione 2 - 2002-03 · 9ª nel Girone Sud di Serie A2 - 2003-04 · 9ª nel Girone B di Serie A2 - 2004-05 · Italmoka, 3ª nel Girone B di Serie A2 - 2005-06 · Italmoka, 3ª nel Girone Sud di Serie A2, eliminata in semifinale play-off - 2006-07 · Italmoka, 2ª nel Girone Sud di Serie A2, vince i play-off, promossa in Serie A1 - 2007-08 · Italmoka, 11ª in Serie A1, salva ai play-out - 2008-09 · Phonica, 11ª in Serie A1, salva ai play-out - 2009-10 · GMA, 10ª in Serie A1, salva ai play-off - 2010-11 · 11ª in Serie A1, salva ai play-out - 2011-12 · GMA Del Bò, 9ª in Serie A1, salva ai play-out - 2012-13 · GMA, 9ª in Serie A1, rinuncia alla Serie A1 |

## Cestiste
- 2006-07 (A2): Paparo, R. Margio, Gerundo, Scibelli, C. Margio, Franchetti, Chesta, Linguaglossa, Innocente, Ferazzoli, Minervino, Zanardi, Grasso. Allenatore: Palumbo.
- 2007-08 (A1): Paparo, Dixon, Anđelić, Cirov, Linguaglossa, Franchetti, Ferazzoli, Chesta, Minervino, Grasso, Grima. Allenatore: Palumbo.
- 2008-09 (A1): Dixon, Aili, Paparo, Benko, Favento, Ferazzoli, Andjelic, Grasso, Aties, Minervino, Danzi. Allenatore: Palumbo. Vice-Allenatore: Toticone.
- 2011-12 (A1): Micovic, Fazio, Vilipic, Chesta, Ward, Mazzante, Minervino, Linguaglossa, Zampella, Adams. Allenatore: Palumbo. Vie allenatore: Scotto di Luzio.
- 2012-13 (A1): Lubrano